# Festuca arvernensis
Festuca arvernensis är en gräsart som beskrevs av Auquier, Kerguélen och Markgr.-dann. Festuca arvernensis ingår i släktet svinglar, och familjen gräs. Inga underarter finns listade i Catalogue of Life.

## Bildgalleri

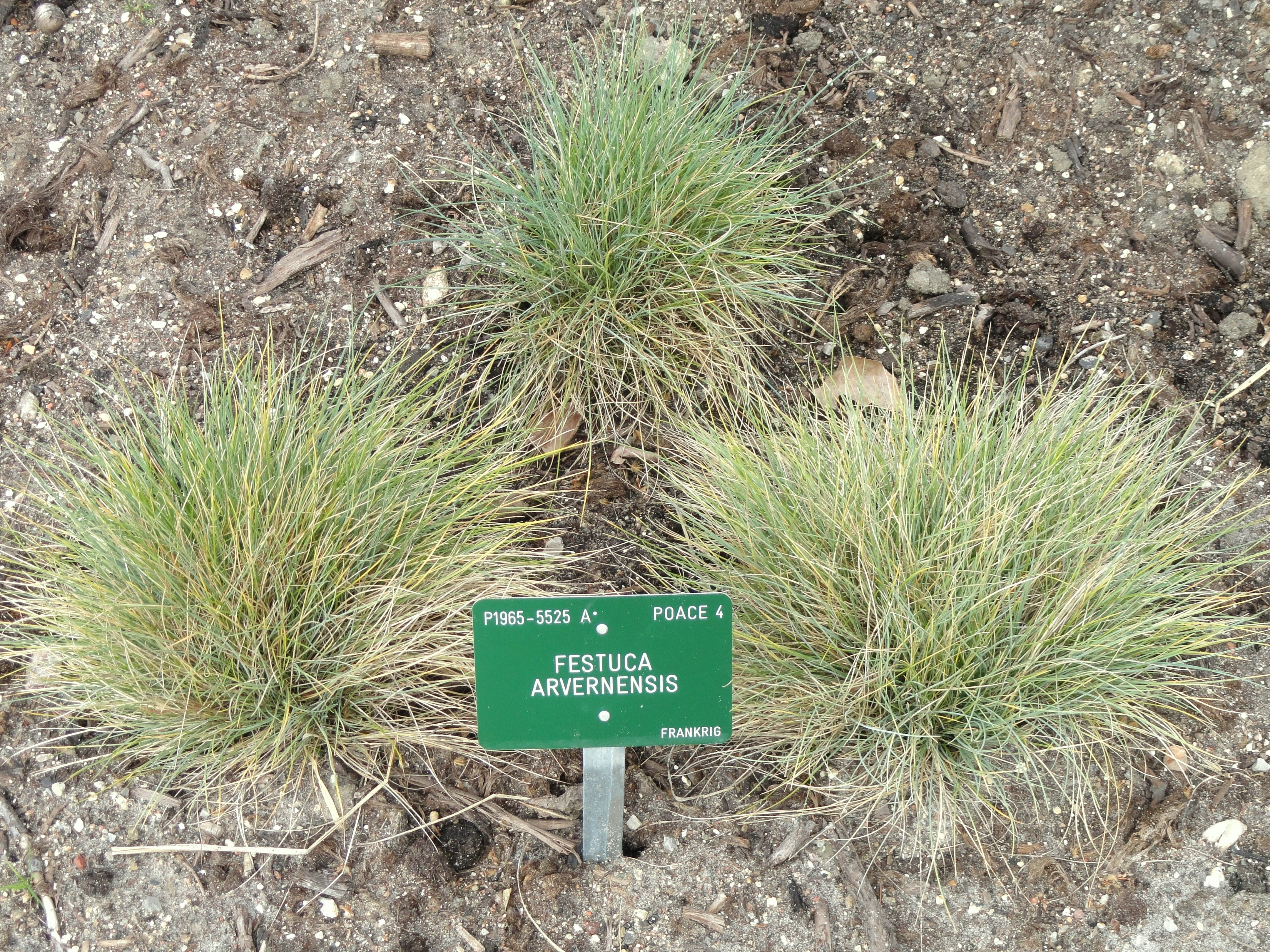